# جيما إثيريدغ
جيما إثيريدغ (بالإنجليزية: Gemma Etheridge)‏ هي لاعبة سباعيات رغبي ‏ أسترالية، ولدت في 1 ديسمبر 1986 في تامورث في أستراليا.

## وصلات خارجية
- جيما إثيريدغ على موقع اللجنة الأولمبية الدولية (الإنجليزية)
- جيما إثيريدغ على موقع أوليمبيديا (الإنجليزية)
- جيما إثيريدغ على موقع اللجنة الأولمبية الأسترالية (الإنجليزية)